# Verdwijning van Betty Kunst
De verdwijning van Betty Kunst is een Nederlandse cold case. Het betreft de vermissing van de zeventienjarige Betty Kunst uit Zwijndrecht, die sinds 19 oktober 1968 niet meer is gesignaleerd.

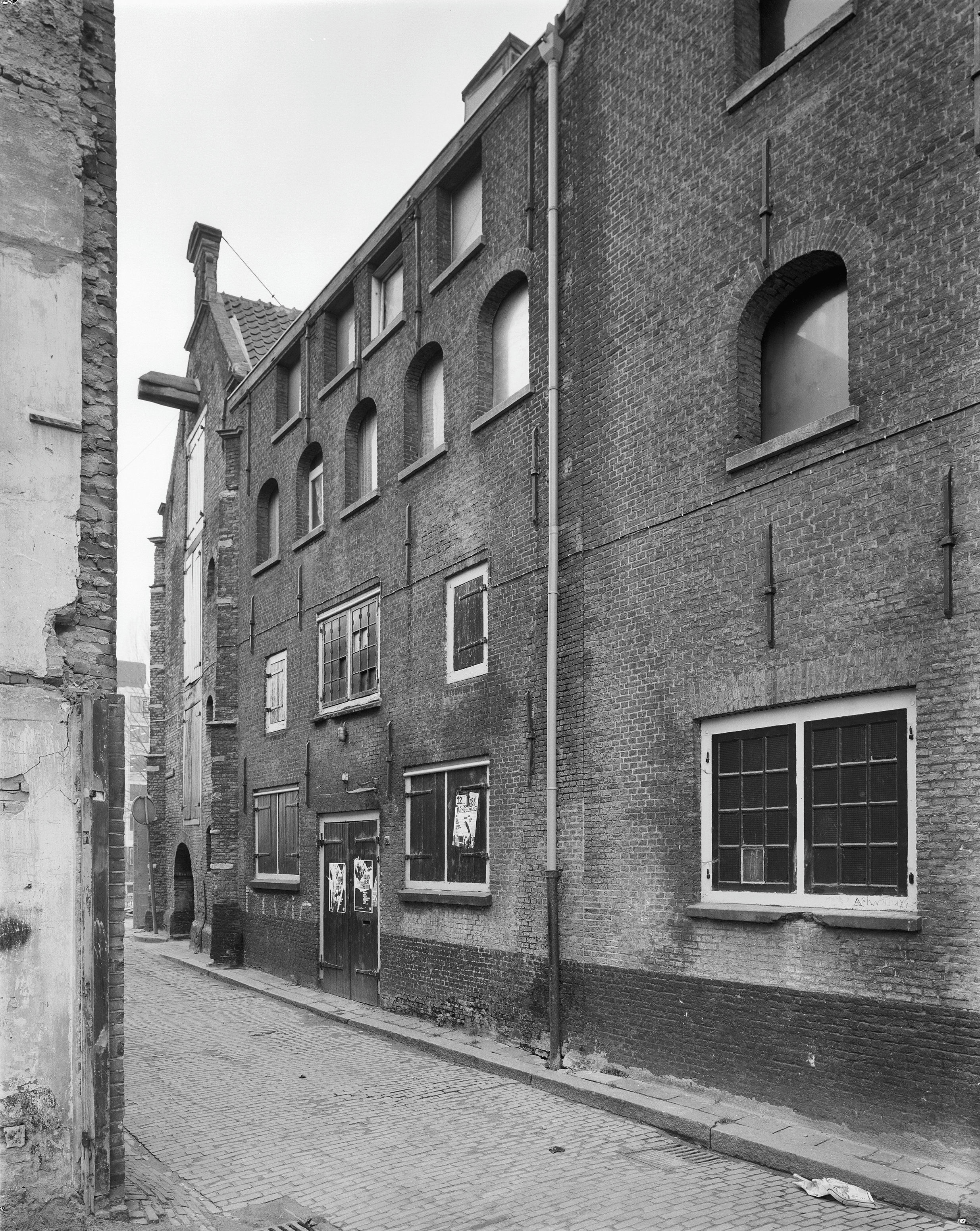
Voorgevel van 't Dolhuys (1981)

## Achtergrond
Elisabeth Marina (Betty) Kunst was de jongste dochter in een gezin van vier. Haar vader was chef-expediteur in Rotterdam. Het welgestelde gezin woonde aan de Mesdagstraat in Zwijndrecht.
Op zaterdagavond 19 oktober 1968 was de zeventienjarige Betty Kunst alleen thuis in haar ouderlijke woning. Haar ouders waren rond kwart over zeven die avond naar Rotterdam vertrokken voor familiebezoek. Die dag was een vriendin van haar op bezoek geweest. Oorspronkelijk hadden ze samen naar jeugdhuis 't Dolhuys in Dordrecht willen gaan, maar toen haar vriendin het niet zag zitten in het donker terug te moeten fietsen, besloot Kunst alleen te gaan. Ze zou met de trein van Zwijndrecht naar Dordrecht reizen, iets dat ze wekelijks deed. De vriend van Kunst werkte als barman in 't Dolhuys en ook Kunst hielp elke zaterdagavond rond tienen achter de bar. Ze had haar ouders die middag op de hoogte gebracht van haar plannen. Ze had hen tevens gezegd zeker tot half 10 thuis te blijven om naar de Olympische Spelen op de televisie te kijken.
De broer van Kunst kwam rond half 11 's avonds thuis. Toen haar ouders een uur later thuiskwamen, was ze nog niet teruggekeerd. In eerste instantie maakten ze zich geen zorgen, aangezien ze ervan uitgingen dat Kunst in 't Dolhuys was. Naarmate de uren verstreken, werd de bezorgdheid van haar moeder groter. Om half vijf wekte ze haar zoon die met zijn brommer naar vrienden en kennissen ging om te informeren of iemand Kunst had gezien. Ook de vriend van Kunst, die in 't Dolhuys als barman werkte, wist niet waar ze was. Rond vijf uur in de ochtend nam de moeder van Kunst contact op met de politie.

## Onderzoek
Als naar informatie gevraagd wordt bij 't Dolhuys, blijkt dat Kunst daar nooit is aangekomen. De recherche pakte de zaak pas laat op en behandelde deze op een inefficiënte, onzorgvuldige manier. Toen de familie zei dat zij vermoedens hadden van een misdrijf, was de reactie van de politie dat 'dergelijke zaken niet in Zwijndrecht gebeuren'. Het inzetten van een speurhond achtte de politie dus ook onnodig.
Een buurman had gezien dat het licht in de woning van de familie Kunst die avond rond half 10 uit was. Geschat werd dat Kunst tussen kwart over negen en half tien was vertrokken. Naar aanleiding van berichten in de media kwamen meerdere tips binnen. Zo zou iemand Kunst hebben gezien samen met een Fransman in een café in Dordrecht. Twee politieagenten uit Zundert verklaarden Kunst mogelijk samen met een oudere man in een auto hebben gezien. Het bleek hier te gaan om een persoonsverwisseling. Daarnaast kwamen er meldingen vanuit heel Nederland en andere delen van Europa, maar deze tips leidden niet tot een resultaat.

### Vermoedens
Volgens haar moeder was Kunst niet het type dat van huis weg zou lopen om niets meer te laten horen. Ze was daar te gevoelig voor, aldus haar moeder. Ook zelfmoord sloot de moeder van Kunst uit. Vanwege het knappe uiterlijk van Kunst, haar vermogen om gemakkelijk contact te leggen met mensen, en het gerucht dat ze mogelijk met een Fransman was gezien, vreesde haar moeder voor 'slavinnenhandel'. Enkele maanden na de verdwijning van Kunst kreeg haar moeder bezoek van een vrouw die haar vertelde dat haar dochter was ontvoerd door een echtpaar voor spionagedoeleinden. De moeder van Kunst sloot ook deze mogelijkheid niet uit.

### Oplichter
Kosten noch moeite werden gespaard door de ouders van Kunst om haar te vinden. In 1969 hadden zij ongeveer 4000 gulden uitgegeven aan zoektochten en de inschakeling van een privédetective. Datzelfde jaar werd hier door een achttienjarige man misbruik van gemaakt. Hij vertelde de vader van Kunst dat hij inlichtingen had, die hij tegen betaling aan hem wilde doorgeven. Met fantasieverhalen wist hij de ouders van Kunst 1300 gulden afhandig te maken. Tegen de man werd een celstraf van een half jaar geëist.

### Waarneming in Marokko
In mei 1969 gaf een Nederlands echtpaar aan dat ze Kunst in januari van dat jaar in Marokko hadden gezien. Volgens de vrouw was ze in de stad Marrakesh op zoek naar een Amerikaanse vriend. Ook een helderziende meende te weten dat Kunst zich in Marokko bevond. Datzelfde jaar werd in augustus een lijk gevonden bij Waterschei in België. Er werd gedacht dat dit mogelijk het lichaam van Kunst was, maar dit bleek onjuist.

### Onderzoek bij het Pieterman-viaduct
Toen TROS Vermist in februari 2003 de zaak behandelde kwam er een belangrijke tip binnen. De tipgever werkte 1968 mee als bouwvakker aan het Pieterman-viaduct in Zwijndrecht. Hij zou de maandag na het weekend waarop Kunst verdween de opdracht hebben gekregen zand te storten op een vreemde plek. De collega die hem de opdracht gaf, maakte volgens de tipgever een nerveuze indruk. De man dacht om die reden dat het lichaam van Kunst tijdens de bouw was weggewerkt in het beton. Aan de hand van luchtfoto's werd de locatie bepaald en met behulp van detectieapparatuur gezocht, maar er werd niets gevonden.